# Lophozia jurensis
Lophozia jurensis là một loài Rêu trong họ Jungermanniaceae. Loài này được Meyl. ex K. Müller mô tả khoa học đầu tiên..